# Karibischer Wacholder
Der Karibische Wacholder (Juniperus barbadensis) ist eine Pflanzenart aus der Familie der Zypressengewächse (Cupressaceae). Er ist auf den karibischen Inseln heimisch.

## Beschreibung
Der Karibische Wacholder wächst als einstämmiger immergrüner Baum der Wuchshöhen von bis zu 15 Meter und Brusthöhendurchmesser von bis zu 60 Zentimeter erreichen kann. Die Zweige eine Dicke von meist nicht mehr als 1 Millimeter. Die dünne und faserige Borke ist anfangs blass braun und wird mit der Zeit hellgrau. Sie blättert in langen und dünnen Streifen ab.
Die schuppenartigen, hellgrünen Nadeln werden rund einen Millimeter lang und stehen wechselständig an den Zweigen. Die stumpfe oder spitz zulaufende Spitze ist an die Zweige gedrückt. Auf der Rückseite der Nadeln befinden sich mehrere unscheinbare Drüsen.
Die männlichen Blütenzapfen sind bei einer Länge von 2,5 bis 5 Millimeter länglich geformt und bestehen aus sechs bis sieben Schuppenpaaren. Die beerenförmigen Zapfen sind bei einer Länge von 4 bis 5 Millimetern und einer Dicke von fünf bis acht Millimeter abgeflacht kugelig geformt. Zur Reife hin sind sie rötlich blau bis dunkelblau gefärbt und werden von einer wachsartigen Schicht bedeckt. Jeder der Zapfen trägt zwei bis vier helle, gelblich braune Samenkörner. Diese werden zwei bis drei Millimeter lang.

## Verbreitung und Standort
Das natürliche Verbreitungsgebiet des Karibischen Wacholders liegt in der Karibik. Es umfasst dabei die nördlichen Bahamas, die Isla de la Juventud, Jamaika, die Sierra de Nipe in Kuba sowie die Pitons auf Saint Lucia.
Der Karibische Wacholder gedeiht von Meereshöhe bis in Höhenlagen von 1600 Metern. Man findet ihn vor allem in trockenen und offenen Waldgebieten, wo er Kalkböden besiedelt.

## Nutzung
Das Holz findet als Brennholz Verwendung.

## Systematik
Die Erstbeschreibung als Juniperus barbadensis erfolgte 1753 durch Carl von Linné in Species Plantarum 2, S. 1039. Synonyme für Juniperus barbadensis L. sind Juniperus virginiana var. barbadensis (L.) Gordon sowie Sabina barbadensis (L.) Small.
Die Art wird in bis zu zwei Varietäten unterteilt:
- Juniperus barbadensis var. barbadensis ist die Nominatform. Sie kommt nur in den Gipfelregionen der Petions auf Saint Lucia vor.
- Juniperus barbadensis var. lucayana (Britton) R. P. Adams kommt im restlichen Verbreitungsgebiet vor.

## Gefährdung und Schutz
Die Varietät barbadensis wird in der Roten Liste der IUCN als „vom Aussterben bedroht“ geführt. Die Varietät lucayana wird als „gefährdet“ gelistet. Es wird jedoch darauf hingewiesen das eine neuerliche Überprüfung der Gefährdung notwendig ist. Starker Holzeinschlag sowie Überweidung verbunden mit einer geringen Regenerationsrate haben dazu geführt, dass die Art nur in schwer erreichbaren Gebieten überlebt hat. Sie wurde bereits auf Barbados, der Typlokalität, sowie in Haiti ausgerottet.